# NGC 1325A
NGC 1325A (другие обозначения — ESO 548-10, MCG -4-9-6, PGC 12754) — спиральная галактика с перемычкой (SBb) в созвездии Эридан.
Этот объект не входит в число перечисленных в оригинальной редакции «Нового общего каталога» и был добавлен позднее.